# JENSEN!
JENSEN! is een Nederlands praatprogramma dat werd gepresenteerd door Robert Jensen. In het programma zijn interviews te zien met beroemdheden, politici en opmerkelijke personen (uit het publiek) en worden er komische monologen gehouden door de presentator.

## Inhoud

### OpzetJENSEN!2002-2011
Presentator Robert Jensen ontvangt bekende en onbekende Nederlanders in de studio voor een komisch en gezellig gesprek. Spraakmakende gasten waren onder anderen Kim Holland, Kelly van der Veer,  Gerard Joling, Ali B, Henk Westbroek en Pim Fortuyn. Daarnaast waren er regelmatig muziekoptredens van (inter)nationaal bekende artiesten. Naast Robert Jensen was ook sidekick Jan Paparazzi in het programma te zien. Het programma begon altijd met Jensen Breaking News, waarin lachwekkende mediamomenten werden getoond. Hierna kwamen de gasten. Tot het nieuwe seizoen van 2007 speelde Jensen op de vrijdagavond met een bekende gast tevens het roulettespel, waarin Jan Paparazzi de croupier was. Dit programmaonderdeel was bekend door de groene vraag, een extreme vraag die de geïnterviewde regelmatig in verlegenheid bracht. Ook waren er zo nu en dan specials in het programma waarin een bekende persoon op de hak werd genomen.
De eerste aflevering was op 15 maart 2002. De eerste seizoenen werden wekelijks uitgezonden in de late avond op Yorin. Vanaf 5 september 2005 werd het programma elke werkdag van 22.30 tot 23.15 uur uitgezonden op RTL 5. In 2007 stopte Jan Paparazzi als sidekick bij het programma. Twee jaar later keerde hij weer terug als sidekick. In 2011 besloot RTL de stekker uit het programma te trekken.

### Eerste terugkeer (2013)
Het programma keerde op 4 april 2013 terug op de televisie bij Veronica. Aanvankelijk was er ook een programma op de donderdagavond van 22.30 tot 23.00 uur (Jensen Later), maar dit programma werd na 16 mei 2013 geschrapt vanwege tegenvallende kijkcijfers.

### Rechts-politiek praatprogramma (2018-2019)
In november 2018 keerde het programma opnieuw terug op RTL 5. Jensen wilde het programma politieker maken en vooral een rechtser geluid laten horen. Dit omdat hij vond dat alle NPO-praatprogramma's en RTL Late Night meestal naar links overhelden. Jensen ontving in het programma onder anderen rechtse politici als Nigel Farage, Theo Hiddema, Pete Hoekstra en PVV-leider Geert Wilders. Ook ontving hij Peter R. de Vries. Dit programma stopte per 23 april 2019 wegens te lage kijkcijfers. Robert Jensen trok dit zelf in twijfel en stelde dat de show moest eindigen door het 'niet-linkse' geluid dat hij liet horen. JENSEN! behaalde incidenteel hoge kijkcijfers. In de laatste aflevering van JENSEN! was FVD-leider Thierry Baudet te gast en trok het programma 122.000 kijkers.

## Online mediaplatform
Bij de lancering van het politieke praatprogramma in november 2018 werd ook gestart met de politiek georiënteerde Jensen Podcast. Na het stoppen van het programma JENSEN! op de televisie bij RTL maakte het een terugkeer op het internet via YouTube. Met het online praatprogramma en de podcast stapte Jensen van televisie volledig over naar het internet, waar hij een multimediaplatform opzette onder de naam Jensen.

## Radio
Van 2 augustus 2010 t/m 3 februari 2011 presenteerde Jensen eveneens onder de titel JENSEN samen met sidekick Jan Paparazzi van maandag tot en met vrijdag van 6.00 uur tot 9.00 uur op Radio Veronica een ochtendprogramma. Naast columns van onder meer René van der Gijp, Henk Westbroek (onregelmatig) en Hans Kraay jr. was er ook onregelmatig een seksproblemenrubriek met Kim Holland.
Daarnaast bespraken Jensen en Paparazzi de feitjes, verjaardagen van bekende personen en Jensen Breaking News. Jan Paparazzi belde in de rubriek 'Telefoonterreur' met onbekende Nederlanders en joeg hen op stang en belde in de rubriek 'Jan belt met' met bekende Nederlanders. In de rubriek 'Belletje trekken' werden bekende Nederlanders zonder het te weten met elkaar doorverbonden. Ook waren er de Paul Jambers- en Julio Iglesias-quiz.
De vaste vervanger van Jensen was Westbroek. Hij werd bijgestaan door sidekick Erwin Peters.

## Trivia
- Uit onderzoek van TNS NIPO bleek dat het gemiddeld aantal vloeken per minuut van alle Nederlandse programma's het hoogst lag bij JENSEN!. Hiermee stond het programma nog voor Wakker worden met Valerio (TMF), Lotte (Tien) en Wildboyz (MTV).[4]
- In samenwerking met uitgeverij Ribem bedroog acteur Leon van Waas Jensen en het publiek in de uitzending van 15 april 2008 door zich voor te doen als de uitgenodigde oud-tbs'er Richard B., die niet wilde komen. Na de uitzending maakte Ribem het bedrog zelf bekend.[5]
- In de uitzending van 22 maart 2002 vertelde Pim Fortuyn dat hij zich onveilig voelde: "De Nederlandse regering, en dat vind ik dus een bloody shame, helpt mee een klimaat te creëren van demonisering van mijn persoon. En als mij straks wat gebeurt - en ik ben blij dat je mij die gelegenheid geeft, als mij wat gebeurt - dan zijn zij medeverantwoordelijk. En dan kunnen ze niet hun handen ervan aftrekken in de zin van 'ik heb die aanslag niet gepleegd'. Je hebt het klimaat mee-gecreëerd. En dat moet stoppen."
- Het interview met Snoop Dogg op 29 maart 2007 werd op YouTube meer dan 2 miljoen keer bekeken.[6] Ook zorgde dit interview voor veel commotie in Amerika. Snoop Dogg maakte Bill O'Reilly, een bekende televisiepresentator in Amerika, namelijk belachelijk. Hij liet zich er vrij over uit in JENSEN!. Het interview kwam zelfs op de Amerikaanse tv.[7] Bill O'Reilly reageerde hierop in zijn eigen programma door te zeggen dat het dom was van Nederland om Snoop Dogg in het programma uit te nodigen. Op 26 november 2009 had Jensen opnieuw een kort interview met Snoop Dogg via een rechtstreekse verbinding met Utrecht. Hier liet Snoop zich weer vrij uit over het voorval.